# Ryōta Nagaki
Ryōta Nagaki (永木 亮太 Nagaki Ryōta?,  Aoba-ku, Yokohama, Kanagawa, 4 de junio de 1988) es un futbolista japonés. Juega de centrocampista y su equipo es el Tokushima Vortis de la J2 League de Japón.

## Trayectoria
Después de jugar durante muchos años en Shonan Bellmare, se unió a Kashima Antlers para la temporada 2016. En 2022 regresó al Shonan Bellmare, que a mitad de temporada lo cedió al Nagoya Grampus. En el tramo final de la siguiente campaña volvió a ser prestado, en esta ocasión al Tokushima Vortis.

## Selección nacional
El 29 de septiembre de 2016 fue convocado para la selección de Japón por primera vez en su carrera.
| Selección | País  | Año  |
| --------- | ----- | ---- |
| Absoluta  | Japón | 2016 |

## Clubes
| Club                      | País  | Año       |
| ------------------------- | ----- | --------- |
| Shonan Bellmare           | Japón | 2010-2015 |
| Kashima Antlers           | Japón | 2016-2021 |
| Shonan Bellmare           | Japón | 2022-2023 |
| Nagoya Grampus (cedido)   | Japón | 2022      |
| Tokushima Vortis (cedido) | Japón | 2023      |
| Tokushima Vortis          | Japón | 2024-     |

## Palmarés

### Títulos nacionales
| Título             | Club            | País  | Año  |
| ------------------ | --------------- | ----- | ---- |
| J2 League          | Shonan Bellmare | Japón | 2014 |
| J1 League          | Kashima Antlers | Japón | 2016 |
| Copa del Emperador | Kashima Antlers | Japón | 2016 |
| Supercopa de Japón | Kashima Antlers | Japón | 2017 |

### Títulos internacionales
| Título                      | Club (*)        | Sede    | Año  |
| --------------------------- | --------------- | ------- | ---- |
| Liga de Campeones de la AFC | Kashima Antlers | Teherán | 2018 |

(*) Incluyendo la selección

### Distinciones individuales
| Distinción                   | Año  |
| ---------------------------- | ---- |
| MVP de marzo de la J. League | 2014 |